# Kriolit
Kriolit (Na3AlF6, natrijev heksafluorido aluminat) je mineral, ki je v naravi zelo redek. V večji količini je bil najden na zahodni obali Grenlandije. Edini rudnik, ki pa je prenehal obratovati leta 1987, je pri kraju Ivigtut.
Uporablja se kot reducent pri pridobivanju aluminija iz boksita.
Kriolit ima podoben lomni količnik kot voda. Če potopimo v vodo popolnoma brezbarvni kristal kriolita ali kristalnega prahu, bo le-ta dobesedno izginil. Vzorec motnega kriolita postane bolj prozoren in robovi se zabrišejo podobno, kot bi potopili led v vodo.